# Yvo Molenaers
Yvo Molenaers (Herderen, Riemst, Limburg, 25 de febrero de 1934) fue un ciclista luxemburgués, que fue profesional entre 1956 y 1967. Sus éxitos más importantes serían la victoria a la Tour de Luxemburgo de 1963 y etapas en la París-Niza y Vuelta en Suiza. También destacan los podios conseguidos en clásicas de renombre como la Milán-San Remo (3.º el 1960 y 2.º el 1962) y la París-Roubaix (3.º el 1964).

## Palmarés
- 1956
  - 1.º a Gembloux
- 1958
  - 1.º en la Hoeilaart - Diest - Hoeilaart
  - 1.º en la Omloop 7 Mijnen
  - 1.º en Strijpen
- 1959
  - 1.º en Houtem
  - 1.º en Tienen
  - 1.º en Sint-Gillis-bij-Dendermonde
  - 1.º en Wavre
  - 1.º en Lommel
  - 1.º en Molenstede
  - 1.º en la Omloop der Vlaamse Gewesten
- 1960
  - Vencedor de una etapa de la París-Niza
  - 1.º en el Anverso - Ougrée
- 1961
  - Vencedor de una etapa de la Vuelta a Suiza
- 1962
  - 1r a Meulebeke
- 1963
  - 1.º en la Tour de Luxemburgo
- 1964
  - 1.º en el Critèrium Beveren-Waas
  - 1.º en Nieuwerkerken Limburg
  - 1.º en Hoegaarden
- 1966
  - 1.º en la Omloop Mandel-Leie-Schelde
  - 1.º en Nieuwerkerken Limburg

### Resultados al Tour de Francia
- 1960. 64.º de la clasificación general
- 1963. Abandona (17.º etapa)
- 1964. Abandona (9.º etapa)
- 1965. 81.º de la clasificación general
- 1966. 81.º de la clasificación general

### Resultados al Giro de Italia
- 1961. 84.º de la clasificación general
- 1965. 42.º de la clasificación general
- 1966. 81.º de la clasificación general